# Бабилон 5 (свемирска станица)
Бабилон 5 је измишљена свемирска станица и главно место радње телевизијске серије Бабилон 5.
Бабилон 5 је била замишљена као последња, најбоља нада за мир. Следи четири станице које су уништене или се воде као нестале, као у случају станице Бабилон 4.

## Историја
Бабилон 5 се отвара скоро десет година након Рата Земље и Минбара као последња бабилонска станица. Њена сврха је „спречити још један рат стварањем места где би људи и ванземаљци решавали своје несугласице на миран начин.“

## Делови станице
Бабилон 5 је подељена у шест делова који су означени бојама.

### Црвени део
У Црвеном делу се налазе стамбени објекти, трговине, и рекреациони објекти.

### Плави део
У Плавом делу се налазе администрација станице, бродска пристаништа, стамбени објекти за особље, као и Медлаби. Бабилон 5 се контролише из Команде и контроле, која се налази на предњем делу станице. У центру овог дела је бродско пристаниште.

### Зелени део
У Зеленом делу се налазе стамбени објекти за ванземаљске амбасадоре.  Приступ Зеленом делу ограничен је на амбасадоре, ауторизоване госте и особље.

### Жути део
Жути део је дугачка, стационарна секција станице у којој се налазе безгравитациона пристаништа и теретна складишта.

### Сиви део
У Сивом делу се налазе објекти за станичну производњу, одржавање, и рециклажу отпада.

### Смеђи део
Смеђи део користи углавном сиромашно становништво за становање и трговину.